# Llista de seleccions nacionals de pitch and putt
La llista de seleccions nacionals de pitch and putt inclou les seleccions nacionals de pitch and putt.

## Alemanya
La selecció alemanya de pitch and putt és l'equip que representa Alemanya a les competicions internacionals de pitch and putt, a través de la Deutscher Pitch & Putt Verband, federació que és membre associat de l'Associació Europea de Pitch and Putt i de la Federació Internacional de Pitch and Putt. El seu debut internacional va ser a la Copa del món 2008

## Andorra
La selecció andorrana de pitch and putt és l'equip que representa Andorra a les competicions internacionals de pitch and putt a través de l'Associació Andorrana de Pitch and Putt, fundada l'any 2007. El pitch and putt a Andorra es juga a dos camps, "El Torrent" i "Vall d'Ordino". Andorra va assolir el subcampionat a la Copa del Món 2006 i la cinquena posició al Campionat d'Europa 2007 i 2010.
| Copa del Món |                 |                        |               |
| Any          | Edició          | Seu                    | Classificació |
| 2006         | 2a Copa del Món | Teià (Catalunya)       | 2a posició    |
| 2008         | 3a Copa del Món | Arnhem (Països Baixos) | 7a posició    |

| Campionat d'Europa |                       |                           |               |
| Any                | Edició                | Seu                       | Classificació |
| 2007               | 5è Campionat d'Europa | Chia (Itàlia)             | 5a posició    |
| 2010               | 6è Campionat d'Europa | Lloret de Mar (Catalunya) | 5a posició    |

## França
La selecció francesa de pitch and putt és l'equip que representa França a les competicions internacionals de pitch and putt a través de l'Association Française de Pitch & Putt. Aquesta associació va ser un dels membres fundadors de l'Associació Europea de Pitch and Putt i de la Federació Internacional de Pitch and Putt, tot i que l'any 2009 es va donar de baixa d'ambdues federacions després de crear l'IPPA, una federació internacional paral·lela.
Els èxits esportius a destacar de la selecció francesa de pitch and putt són la tercera posició aconseguida al primer campionat d'Europa, l'any 1999, i la tercera posició a la Copa del Món 2004.
| Copa del Món |                 |                        |               |
| Any          | Edició          | Seu                    | Classificació |
| 2004         | 1a Copa del Món | Chia (Itàlia)          | 3a posició    |
| 2006         | 2a Copa del Món | Teià (Catalunya)       | 6a posició    |
| 2008         | 3a Copa del Món | Arnhem (Països Baixos) | 6a posició    |

| Campionat d'Europa |                       |                            |               |
| Any                | Edició                | Seu                        | Classificació |
| 1999               | 1r Campionat d'Europa | Chelmsford (Gran Bretanya) | 5a posició    |
| 2001               | 2n Campionat d'Europa | Lloret (Catalunya)         | 4a posició    |
| 2003               | 3r Campionat d'Europa | McDonagh (Irlanda)         | 3a posició    |
| 2005               | 4t Campionat d'Europa | Overbetuwe (Països Baixos) | 5a posició    |
| 2007               | 5è Campionat d'Europa | Chia (Itàlia)              | 8a posició    |

## Gran Bretanya
La selecció britànica de pitch and putt és l'equip que representa la Gran Bretanya a les competicions internacionals de pitch and putt a través de la ''British Pitch and Putt Association, un dels membres fundadors de l'Associació Europea de Pitch and Putt i de la Federació Internacional de Pitch and Putt.
L'actuació més destacada de la selecció britànica va ser l'any 1999, aconseguint el subcampionat d'Europa. A la Copa del Món van assolir la quarta posició a l'edició de 2008.
| Copa del Món |                 |                        |               |
| Any          | Edició          | Seu                    | Classificació |
| 2004         | 1a Copa del Món | Chia (Itàlia)          | 5a posició    |
| 2006         | 2a Copa del Món | Teià (Catalunya)       | 7a posició    |
| 2008         | 3a Copa del Món | Arnhem (Països Baixos) | 4a posició    |

| Campionat d'Europa |                       |                            |               |
| Any                | Edició                | Seu                        | Classificació |
| 1999               | 1r Campionat d'Europa | Chelmsford (Gran Bretanya) | 2a posició    |
| 2001               | 2n Campionat d'Europa | Lloret de Mar (Catalunya)  | 6a posició    |
| 2003               | 3r Campionat d'Europa | McDonagh (Irlanda)         | 6a posició    |
| 2005               | 4t Campionat d'Europa | Overbetuwe (Països Baixos) | 4a posició    |
| 2007               | 5è Campionat d'Europa | Chia (Itàlia)              | 3a posició    |
| 2010               | 6è Campionat d'Europa | Lloret de Mar (Catalunya)  | 4a posició    |

## Irlanda
La selecció irlandesa de pitch and putt és l'equip que representa Irlanda a les competicions internacionals de pitch and putt a través de la Pitch and Putt Union of Ireland (PPUI), un dels membres fundadors de l'Associació Europea de Pitch and Putt i de la Federació Internacional de Pitch and Putt.
Irlanda ha guanyat 5 vegades el Campionat d'Europa i 1 vegada la Copa del Món.
| Copa del Món |                 |                        |               |
| Any          | Edició          | Seu                    | Classificació |
| 2006         | 2a Copa del Món | Teià (Catalunya)       | 3a posició    |
| 2008         | 3a Copa del Món | Arnhem (Països Baixos) | Campions      |

| Campionat d'Europa |                       |                            |               |
| Any                | Edició                | Seu                        | Classificació |
| 1999               | 1r Campionat d'Europa | Chelmsford (Gran Bretanya) | Campions      |
| 2001               | 2n Campionat d'Europa | Lloret de Mar(Catalunya)   | Campions      |
| 2003               | 3r Campionat d'Europa | McDonagh (Irlanda)         | Campions      |
| 2005               | 4t Campionat d'Europa | Overbetuwe (Països Baixos) | Campions      |
| 2007               | 5è Campionat d'Europa | Chia (Itàlia)              | Campions      |
| 2010               | 6è Campionat d'Europa | Lloret de Mar (Catalunya)  | 2a posició    |

## Itàlia
La selecció italiana de pitch and putt és l'equip que representa Itàlia a les competicions internacionals de pitch and putt a través de la Federazione Italiana de Pitch and Putt.  Aquesta federació va ser un dels membres fundadors de l'Associació Europea de Pitch and Putt i de la Federació Internacional de Pitch and Putt, tot i que l'any 2009 es va donar de baixa d'ambdues federacions després de crear l'IPPA, una federació internacional paral·lela.
La selecció italiana ha estat dues vegades tercera al Campionat d'Europa de Pitch and Putt, en les edicions dels anys 1999 i 2001.
| Copa del Món |                 |                        |               |
| Any          | Edició          | Seu                    | Classificació |
| 2004         | 1a Copa del Món | Chia (Itàlia)          | 6a posició    |
| 2006         | 2a Copa del Món | Teià (Catalunya)       | 10a posició   |
| 2008         | 3a Copa del Món | Arnhem (Països Baixos) | 12a posició   |

| Campionat d'Europa |                       |                            |               |
| Any                | Edició                | Seu                        | Classificació |
| 1999               | 1r Campionat d'Europa | Chelmsford (Gran Bretanya) | 3a posició    |
| 2001               | 2n Campionat d'Europa | Lloret (Catalunya)         | 3a posició    |
| 2003               | 3r Campionat d'Europa | McDonagh (Irlanda)         | 5a posició    |
| 2005               | 4t Campionat d'Europa | Overbetuwe (Països Baixos) | 7a posició    |
| 2007               | 5è Campionat d'Europa | Chia (Itàlia)              | 7a posició    |

## Països Baixos
La selecció neerlandesa de pitch and putt és l'equip que representa els Països Baixos a les competicions internacionals de pitch and putt a través de la Nederlandse Pitch&putt Bond, un dels membres fundadors de l'Associació Europea de Pitch and Putt i de la Federació Internacional de Pitch and Putt.
Els èxits esportius a destacar de la selecció neerlandesa són la segona posició a les Copes del Món de 2004 i 2008, i al Campionat d'Europa del 2005.
| Copa del Món |                 |                        |               |
| Any          | Edició          | Seu                    | Classificació |
| 2004         | 1a Copa del Món | Chia (Itàlia)          | 2a posició    |
| 2006         | 2a Copa del Món | Teià (Catalunya)       | 4a posició    |
| 2008         | 3a Copa del Món | Arnhem (Països Baixos) | 2a posició    |

| Campionat d'Europa |                       |                            |               |
| Any                | Edició                | Seu                        | Classificació |
| 1999               | 1r Campionat d'Europa | Chelmsford (Gran Bretanya) | 6a posició    |
| 2001               | 2n Campionat d'Europa | Lloret (Catalunya)         | 5a posició    |
| 2003               | 3r Campionat d'Europa | McDonagh (Irlanda)         | 4a posició    |
| 2005               | 4t Campionat d'Europa | Overbetuwe (Països Baixos) | 2a posició    |
| 2007               | 5è Campionat d'Europa | Chia (Itàlia)              | 4a posició    |
| 2010               | 6è Campionat d'Europa | Lloret de Mar (Catalunya)  | 3a posició    |